# جاك كول (ممثل)
جاك كول (بالإنجليزية: Jack Cole)‏ هو مصمم رقص وممثل أمريكي، ولد في 27 أبريل 1911 في نيو برونزويك في كندا، وتوفي في 17 فبراير 1974 في هوليوود في الولايات المتحدة.

## أعمال

### أفلام
- (1957) امرأة التصميمات

## وصلات خارجية
- جايك كول على موقع IMDb (الإنجليزية)
- جايك كول على موقع قاعدة بيانات برودواي على الإنترنت (الإنجليزية)
- جايك كول على موقع قاعدة بيانات الفيلم (الإنجليزية)